# Île Pollepel
L'île Pollepel, l'îsle Pollopel ou l'île de Bannerman est une île des États-Unis située dans le fleuve Hudson et où s'élève le château de Bannerman,.
L'île Pollepel est située à environ 80 kilomètres au nord de New York et à environ 300 mètres de la rive orientale du fleuve. Essentiellement rocheuse, sa superficie est d'environ 6,5 hectares.
La principale caractéristique de l'île est son château, un entrepôt de surplus militaire abandonné. Sur un côté du château est inscrit Bannermans 'Bannermans Island Arsenal. Il est construit dans le même style qu'un château médiéval par l'homme d'affaires Francis Bannerman VI (1851-1918) au sommet de sa carrière qui en 1901 avait fait acquisition de l'île.
Le nom Pollepel vient du néerlandais et signifie en français « louche » (en bois). L'organisation Bannerman Castle Trust attribue néanmoins le nom à un conte pour enfant parlant d'une jeune fille nommée Polly Pell ayant échoué sur l'île.

## Galerie

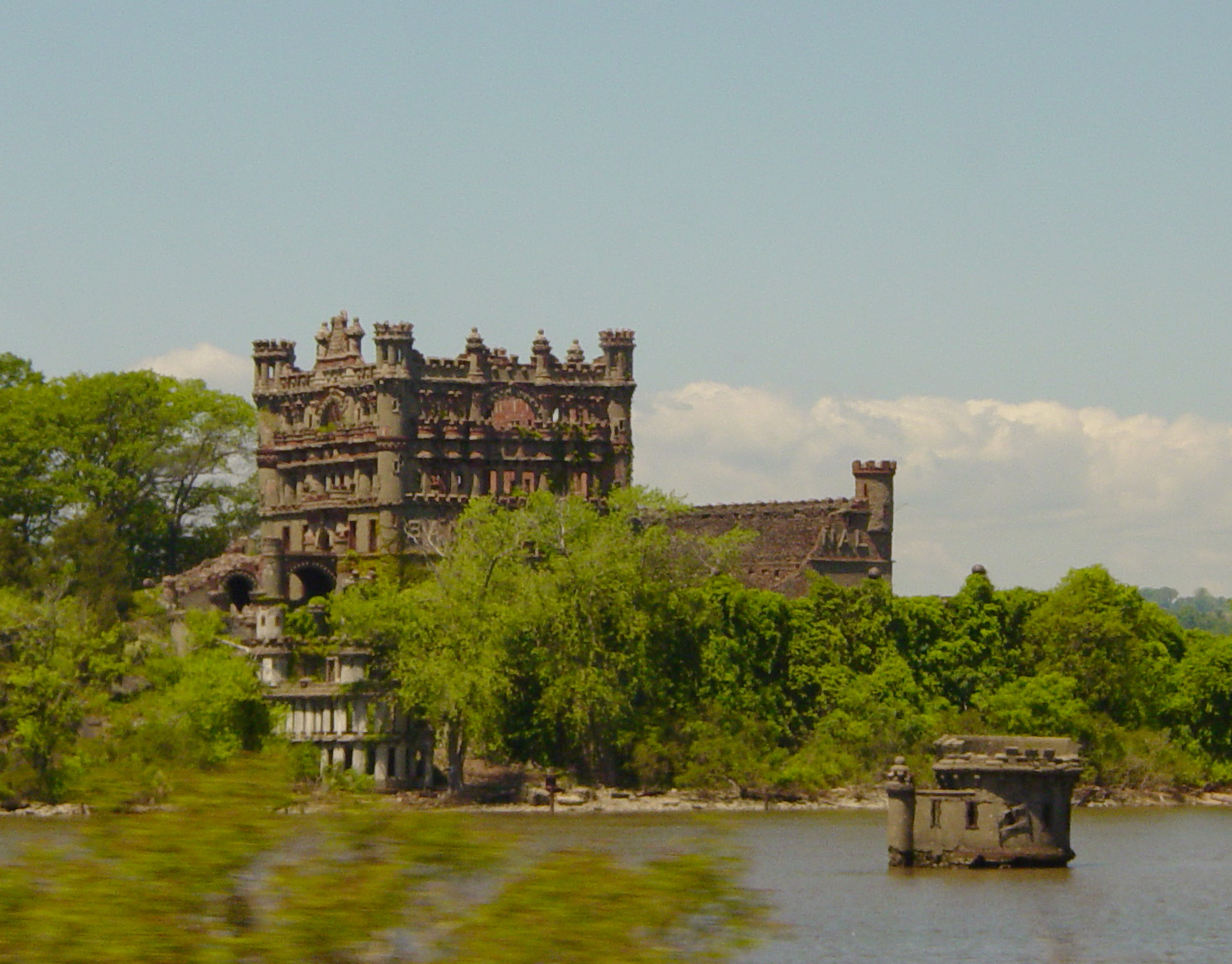
Le château Bannerman.
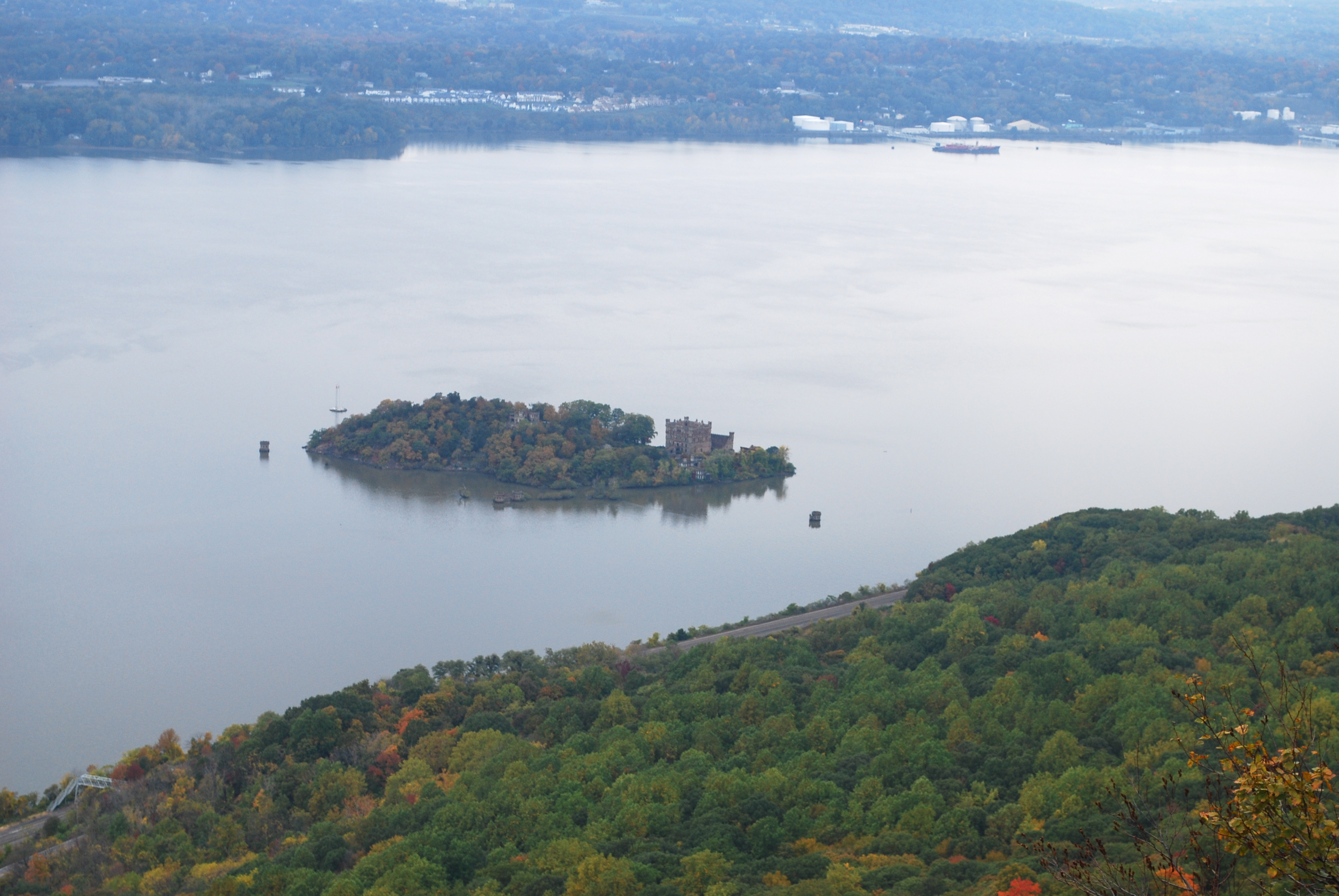
L'île Pollepel et le château vue d'en haut.